# 36丁目駅 (BMT4番街線)
36丁目駅（36ちょうめえき、英語: 36th Street）はブルックリン区サンセット・パークの36丁目-4番街交差点にあるニューヨーク市地下鉄BMT4番街線の駅でD系統、N系統、R系統が終日、W系統がラッシュ時に停車する。

## 歴史
駅は59丁目駅まで開業した1915年6月22日に開業した。
デュアル・コントラクト期内で、BMTウェスト・エンド線との接続線建設の際に駅の南半分は取り壊された。

## 駅構造
| G          | 地上階                                   | 出入口 |
| M          | 改札階                                   | 改札口、駅員室 |
| P ホーム階 | 北行緩行線                               | ← 深夜帯：ノーウッド-205丁目駅行き（25丁目駅） ← アストリア-ディトマース・ブールバード駅行き（25丁目駅） ← フォレスト・ヒルズ-71番街駅行き（25丁目駅） ← 深夜帯：ホワイトホール・ストリート駅行き（25丁目駅）     |
| P ホーム階 | 島式ホーム、到着番線により開く扉が変わる | |
| P ホーム階 | 北行急行線                               | ← ノーウッド-205丁目駅行き（アトランティック・アベニュー駅） ← 深夜帯以外：アストリア-ディトマース・ブールバード駅行き（アトランティック・アベニュー駅）                                                          |
| P ホーム階 | 南行急行線                               | → ウェスト・エンド線経由コニー・アイランド駅行き（9番街駅）→ シー・ビーチ線経由コニー・アイランド駅行き（59丁目駅）→                                                                                              |
| P ホーム階 | 島式ホーム、到着番線により開く扉が変わる | |
| P ホーム階 | 南行緩行線                               | → 深夜帯：ウェスト・エンド線経由コニー・アイランド駅行き（9番街駅）→ 深夜帯：シー・ビーチ線経由コニー・アイランド駅行き（45丁目駅）→ ベイ・リッジ-95丁目駅行き（45丁目駅）→ ラッシュ時：86丁目駅行き（45丁目駅）→ |

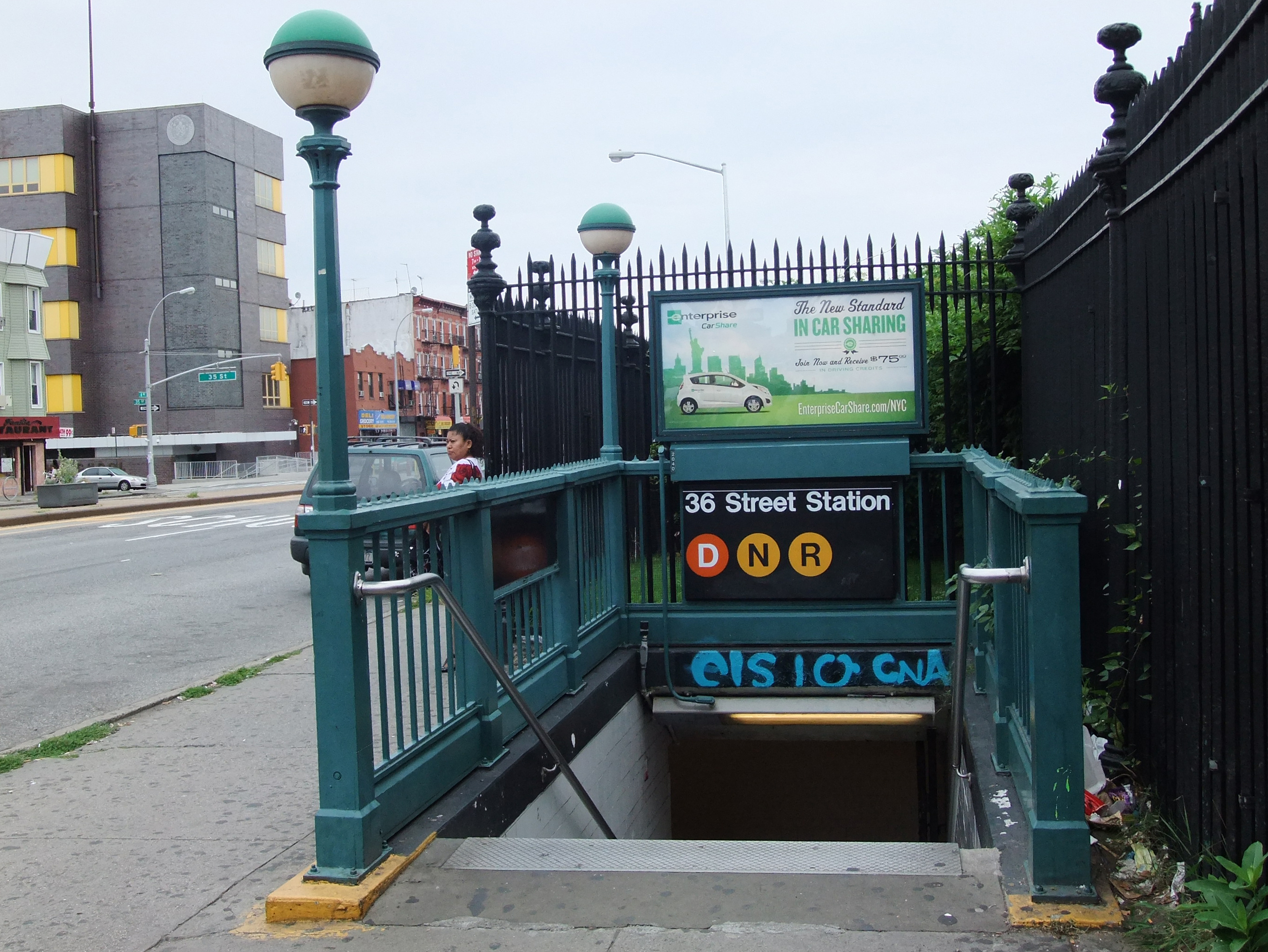
入口

島式ホーム2面4線の地下駅で、R系統内にある2つの36丁目駅の1つである（もう一つはINDクイーンズ・ブールバード線）。1996年から1998年まで改装工事を行っている。
かつては駅南側にも改札があったが廃止された。

### 出口
駅南端の改札からは地上へ2つ階段があり、36丁目と4番街の交差点北東・北西に出ている。